# Мацушіґе

Мацуші́ґе (яп. 松茂町, まつしげちょう, МФА: [mat͡suɕige t͡ɕoː]?) — містечко в Японії, в повіті Ітано префектури Токусіма.  Отримало статус містечка 1961 року. Площа становить 13,94 км². Станом на 1 серпня 2012 року населення складало 15 152  осіб, густота населення — 1090 осіб/км².   